# Jangra (sockenhuvudort i Kina, Tibet Autonomous Region, lat 28,90, long 89,57)
Jangra (kinesiska: Jiangre, 江热, Banjuelongbu, 班觉隆布, 江热乡) är en sockenhuvudort i Kina. Den ligger i den autonoma regionen Tibet, i den sydvästra delen av landet, omkring 170 kilometer sydväst om regionhuvudstaden Lhasa. Antalet invånare är 4 242. Befolkningen består av 2 172 kvinnor och 2 070 män. Barn under 15 år utgör 23,0 %, vuxna 15-64 år 72 %, och äldre över 65 år 3,0 %.
Runt Jangra är det mycket glesbefolkat, med 3 invånare per kvadratkilometer. Närmaste större samhälle är Jiangzi, 3,2 km nordost om Jangra. Trakten runt Jangra består i huvudsak av gräsmarker.
Genomsnittlig årsnederbörd är 686 millimeter. Den regnigaste månaden är juli, med i genomsnitt 176 mm nederbörd, och den torraste är december, med 6 mm nederbörd.